# Echagüen (Cigoitia)
Echagüen (oficialmente Etxaguen (Zigoitia)) es un concejo del municipio de Cigoitia, en la provincia de Álava, España. 

## Toponimia
El lugar puede aparecer referido como «Echagüen», «Etxaguen» y «Echegoyen».

## Historia
Hacia mediados del siglo XIX, el lugar, ya por entonces perteneciente a Cigoitia, tenía contabilizada una población de 120 habitantes. Aparece descrito en el séptimo volumen del Diccionario geográfico-estadístico-histórico de España y sus posesiones de Ultramar de Pascual Madoz con las siguientes palabras:

ECHAGUEN ó ECHEGOYEN: l. en la prov. de Alava, part. jud. de Vitoria (3 leg.), c. g. de las Provincias Vascongadas, aud. terr. de Burgos (18), dióc. de Calahorra (19), ayunt. de Cigoitia (á Ondategui 3/4). sit. en el estremo del térm. jurisd. de la municipalidad, al pie del monte Ogueta, en medio de dos eminencias. clima templado y sano y el viento reinante N.: tiene 25 casas, escuela que el cura desempeña gratuitamente; igl. parr. (San Agustin) servida por 2 beneficiados; cementerio, 1 ermita, 2 fuentes, una dentro de la pobl. y la otra en el térm., ambas ferruginosas. El térm. se estiende 1/4 de leg. de N. á S. y 1/2 de E. á O., y confina N. Ubidea; E. Gorostiza; S. Acosta, y O. Murua; se encuentran muy buenas canteras de piedra comun para mamposteria. El monte Ogueta que se halla al N. está poblado de robles, hayas y tocornos, y cria ademas argomales, berosales y espinos albares. El terreno es arcilloso; hay una dehesa para pasto del ganado. Los caminos son locales. El correo se recibe de Vitoria. prod.: trigo, maiz, patatas, habichuelas, habas, manzanas y peras; cria ganado vacuno, caballar, lanar y cabrio; hay caza de liebres, perdices, codornices, palomas torcaces, zorros y lobos. ind.: 1 molino harinero. pobl.: 30 vec., 120 alm. contr.: con su ayunt. (V.)
(Madoz, 1847, p. 440)

En 2022, tenía empadronados 78 habitantes.

## Demografía
| Gráfica de evolución demográfica de Echagüen entre 2000 y 2017 |
|                                                                |
| Población de derecho según los censos de población del INE.    |

## Patrimonio
Hay en el lugar una iglesia de San Agustín.